# جوزيف دوبوك
السير جوزيف دوبوك Sir Joseph Dubuc (26 ديسمبر 1840 – 7 يناير 1914)،كان محاميًا وسياسيًا وقاضيًا كنديًا، ولد في كندا السفلى وأصبح شخصية سياسية مهمة في مانيتوبا.